# 榛葉淳
榛葉 淳（しんば じゅん、1962年（昭和37年）11月15日 - ）は、日本の実業家。2017年4月現在、ソフトバンク代表取締役副社長兼COO他、ソフトバンクグループの複数の役員を兼務。

## 概要
静岡県掛川市出身。掛川市立栄川中学校では野球部キャプテンとしてチームを県大会3位に導き、県立掛川西高校野球部では副キャプテンで活躍した。1985年 東京経済大学経営学部経営学科卒業後、新卒で株式会社日本ソフトバンク（現ソフトバンク株式会社）に入社。パソコン用パッケージソフトの営業からスタートし、1999年の同社分社化に伴いソフトバンク・コマース株式会社（ソフトバンクBB株式会社、ソフトバンクモバイル株式会社、現ソフトバンク株式会社）へコーポレートチャネル営業本部長として転籍。
2001年、同社取締役就任。2007年 同社取締役常務執行役員、2012年 同社取締役専務執行役員と昇進、ブロードバンド事業、モバイル事業のコンシューマ営業を統括するほか、広告宣伝、マーケティング部門も統括していたが、2015年4月のグループ再編に伴いソフトバンクモバイル専務取締役に就任し、法人事業を統括した。
2017年4月、ソフトバンク株式会社代表取締役副社長兼COOに就任、コンシューマ事業を統括すると共に、引き続きグループ各社の役員を兼務している。

## 略歴
- 1985年 - 日本ソフトバンク入社。
- 2001年 - ソフトバンクBB取締役。
- 2007年 - 同社取締役常務執行役員。
- 2012年 - 同社取締役専務執行役員。
- 2015年 - ソフトバンクモバイル（現ソフトバンク）専務取締役。
- 2017年 - ソフトバンク代表取締役副社長兼COO。

## 現在の役職
- ソフトバンク株式会社　代表取締役副社長執行役員 兼 COO
- SBペイメントサービス株式会社　代表取締役社長 兼 CEO[6]
- 福岡ソフトバンクホークス株式会社　取締役[7]
- SBパワー株式会社　取締役[8]
- PayPay株式会社　取締役[9]
- C Channel株式会社　取締役[10]

## 人物
- 小中高と野球一筋で、現在でも野球が趣味。福岡ソフトバンクホークスの始球式でマウンドに立ったこともある
- 2015年現在、ソフトバンクの役員で唯一のプロパー（新卒）社員。いわば叩き上げである。[11]
- ソフトバンクグループの新卒3期生。当時はグループ全体で100名程度の規模の会社だったという。[12]
- 営業畑が長いが、バックオフィス部門の管理職、マーチャンダイズ、マーケティング等の責任者を務め、幅広い経験がある。家電量販店トップとの関係は特に深い。
- Yahoo!BBサービス立ち上げ時に、いわゆるパラソル部隊の実施責任者であった。[13]
- ジャーナリスト大西孝弘の著書によると、榛葉は孫正義の信望も厚くヤフー社長の宮坂学と共にソフトバンクグループのサイドバックとしてを支えているとの事[14]
- 趣味は、野球、ゴルフ、スキー、ワイン（シャンパン）、自然花木など[15]